# The Wine of Summer
The Wine of Summer é um filme americano de 2013 do gênero romance dramático, dirigido por Maria Matteoli, estrelando Ethan Peck, Sônia Braga e Marcia Gay Harden.

## Sinopse
James (Peck), é um jovem advogado que abre mão de sua carreira para ir atrás de um velho sonho de infância, tornar-se ator. Enquanto estuda artes sob a supervisão de Shelley (Harden), James fica obcecado pela peça Tinto de Verano de Carlo Lucchesi, em cartaz na Espanha. Ao terminar seu namoro, nos Estados Unidos, ele parte para Barcelona, onde encontra Lucchesi e tornam-se amigos. Lucchesi mantém uma relação com uma atriz bem jovem, Veronica (Pataky), porém ainda ama sua antiga musa, Eliza (Sonia Braga), uma novelista que está na cidade para visitar seu filho, Nico (Talvola). Através da peça, os personagens cruzam seus destinos.

## Elenco
| Ator/Atriz               | Personagem     |
| ------------------------ | -------------- |
| Elsa Pataky              | Veronica       |
| Sonia Braga              | Eliza          |
| Ethan Peck               | James          |
| Najwa Nimri              | Ana            |
| Bob Wells                | Carlo Lucchesi |
| Marcia Gay Harden        | Shelley        |
| Kelsey Chow              | Brit           |
| Jonathan D. Mellor       | Henry          |
| Mimi Gianopulos          | Nina           |
| Michael Scott Allen      | Michael        |
| Dominic Allburn          | Roberto        |
| Francesc Prat            | Frankie        |
| Afrika Bibang            | Serafina       |
| Nicholas Dominic Talvola | Nico           |
| Andrea L. Hart           | Nicole         |